# Rischio mortale
Rischio mortale (Chain of Command) è un film per la televisione del 2000 diretto da John Terlesky.

## Trama
Il presidente Jack Cahill è rimasto vittima di un attentato, ma, solo la prontezza della sua guardia del corpo Mike Connelly riesce ad evitare il peggio. Durante una sparatoria, però, una ragazza è rimasta uccisa per errore. Questo evento porta Mike a dimettersi per diventare il custode del Centro Commando Mobile, la valigetta personale del Presidente che contiene i comandi per dare il via ad un attacco nucleare. Il suo obiettivo è di proteggerla a tutti i costi ed evitare che finisca nelle mani sbagliate.